# Théodore-Pierre Bertin
Pour les articles homonymes, voir Bertin.
Théodore-Pierre Bertin, né le 2 novembre 1751 à Provins et mort le 25 janvier 1819 à Paris, est l'auteur du renouveau de la sténographie en France.

## Biographie

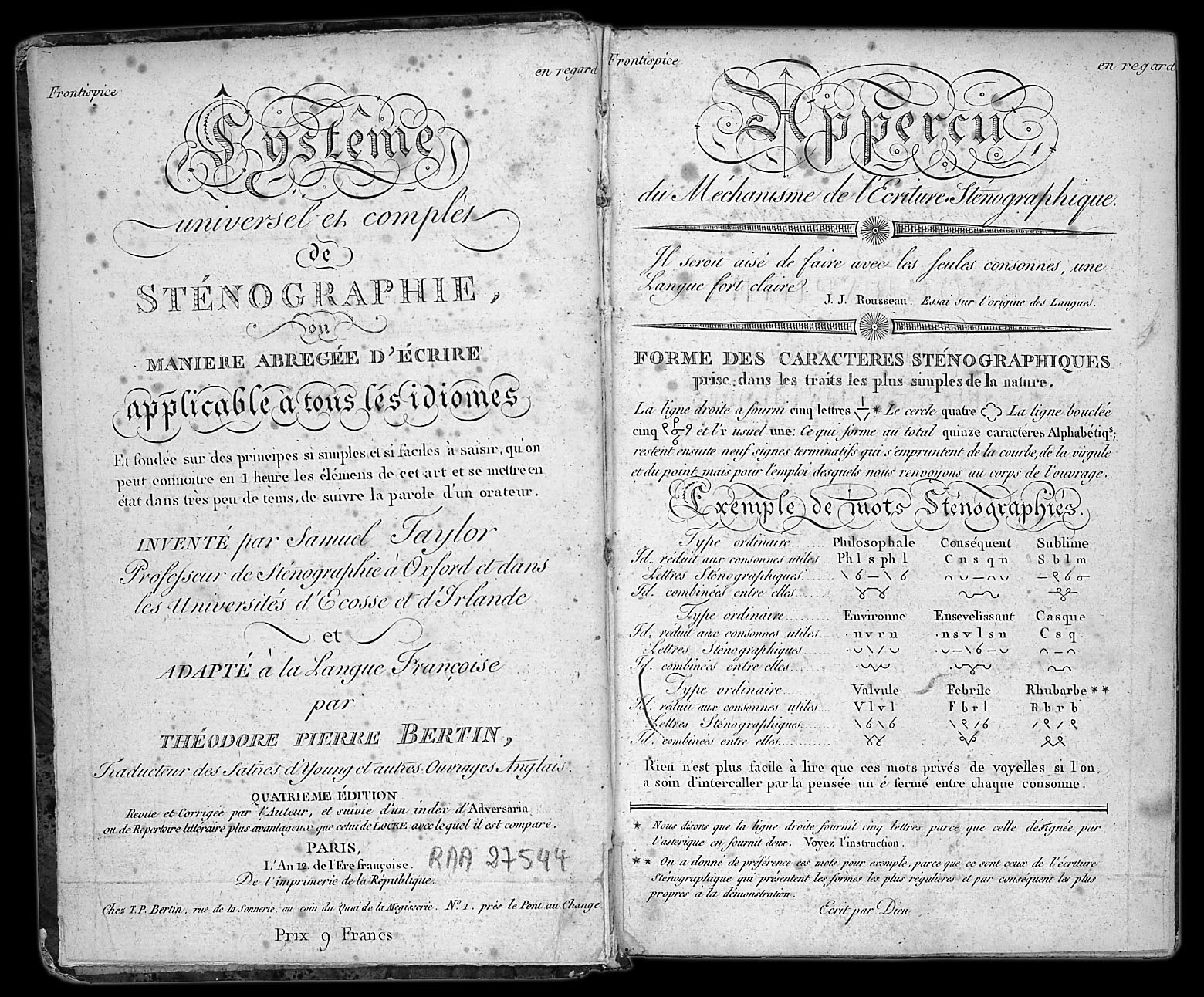
Première page du livre « Système universel et complet de Stenographie… » de Bertin

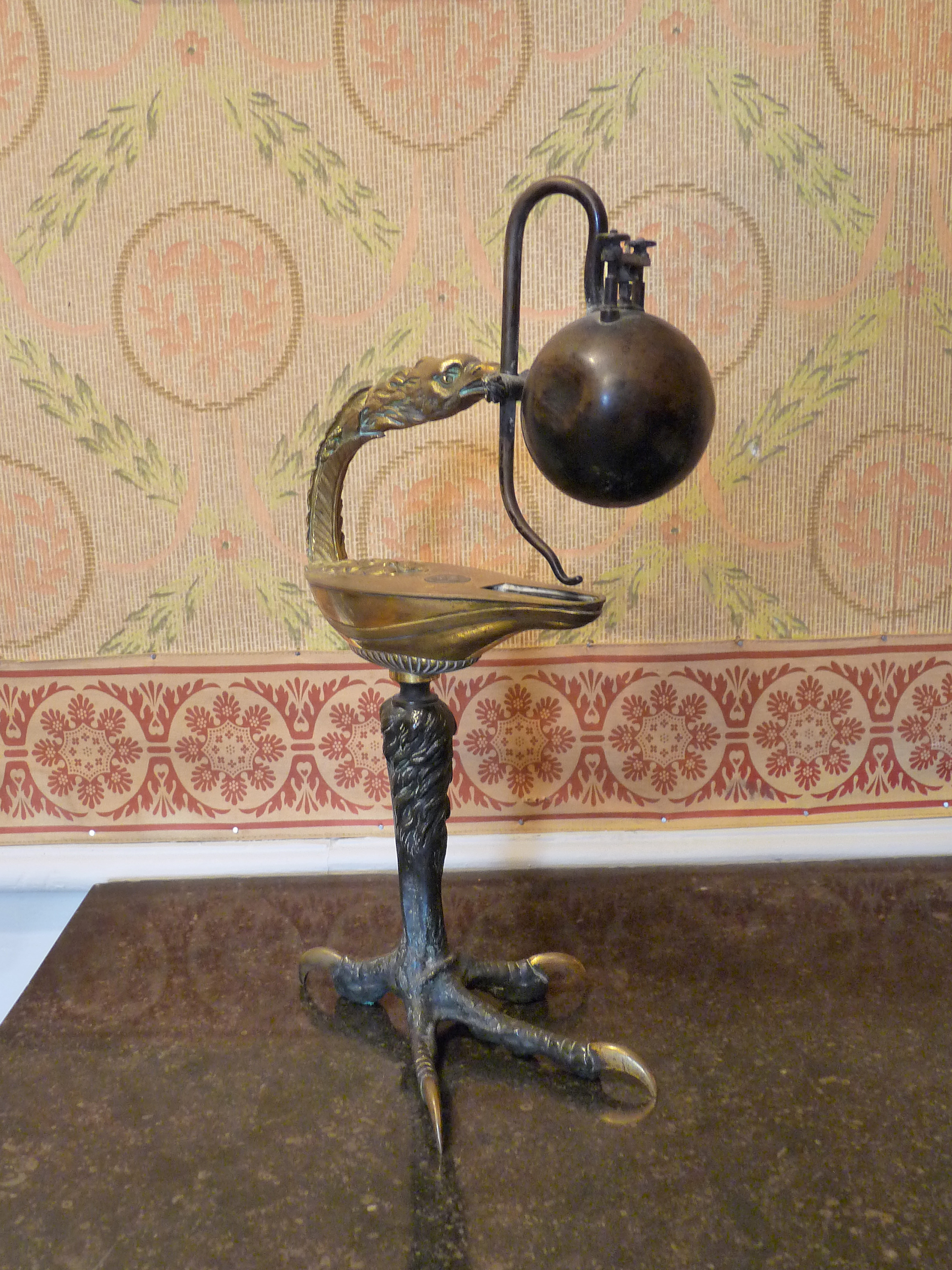
Lampe docimastique

Théodore-Pierre Bertin étudie la méthode Taylor à Londres. À son retour à Paris en 1791, il traduit le livre An essay intended to establish a standard for an universal system of Stenography, or Short-hand writing de Samuel Taylor. Il publie sa traduction sous le titre Système universel et complet de Stenographie ou Manière abrégée d'écrire applicable à tous les idiomes, dont la première édition date de 1792.
Grâce à son adaptation du système de Taylor, Bertin contribue de façon décisive à l'introduction de la sténographie en France[réf. nécessaire], un art développé depuis le début de l'époque moderne en Grande-Bretagne (shorthand systems), largement utilisé à des fins religieuses, littéraires et scientifiques, mais peu connu sur le continent.
En 1795, la Convention lui assigne une subvention annuelle. Il est alors en compétition avec Jean Coulon de Thévenot et son système tachygraphique. Plusieurs éditions du système de Bertin sont publiées, en 1792, 1795, 1796 et en 1803.
Pendant le Consulat et l'Empire on s'est passé de ses services, et en 1817 il a récemment commencé à prendre les discours pour Le Moniteur universel[pas clair].
En France, les systèmes sténographiques sont d'abord éprouvés au sein de l'arène parlementaire par les disciplines et compétiteurs de Bertin.
Doué aussi d'un esprit inventif, il invente aussi la lampe docimastique, l'ancêtre de la lampe à souder.
Une notice biographique lui est consacrée (Pierre Bertin, sténographe, littérateur et inventeur, par Ernest Choullier, 1886).

## Alphabet Bertin
Théodore-Pierre Bertin a conservé les signes de Taylor avec ses mêmes valeurs, en ajoutant certains pour symboliser les voyelles à la fin du mot. Sa méthode a été la première méthode qui a permis d'unir les signes entre eux sans lever la plume.
Le système, formé par 16 signes alphabétiques, initiale et six arrêts, dès qu'il est différencié de celui de Taylor. Ces signes servent pour une quantité d'extrémités dont les sons sont parus. Les raccourcis consistent la suppression de lettres ou la réduction d'un mot à leur initiale[incompréhensible].
La méthode Bertin est améliorée par Hippolyte Prévost puis par Albert Delaunay, tous deux sténographes parlementaires. Concurrençant cette lignée et ces usages, l'Abbé Emile Duployé propose une méthode simplifiée qui ouvre la porte à la sténographie commerciale à la fin du XIXe siècle.

## Traductions de l'anglais au français
- Vie de Bacon de Mallet (1788 )
- Satyres de Young (1798)
- Système de sténographie de Taylor (1792 et 1803)
- Le Newton de la jeunesse (1808 et 1825), sorte de "leçon de choses" pour enfants
- Les Misères de la vie humaine ou les gémissements et soupirs de James Beresford (1809)